# Šelda
Šelda (francouzsky Escaut, nizozemsky Schelde, z latinského Scaldis) je západoevropská řeka, která protéká Francií (Pikardie, Nord-Pas-de-Calais), Belgií (Henegavsko, Západní Flandry, Východní Flandry, Antverpy) a Nizozemskem (Zeeland, Severní Brabantsko). Její délka činí 350 km a plocha povodí je přibližně 22 000 km².

## Průběh toku

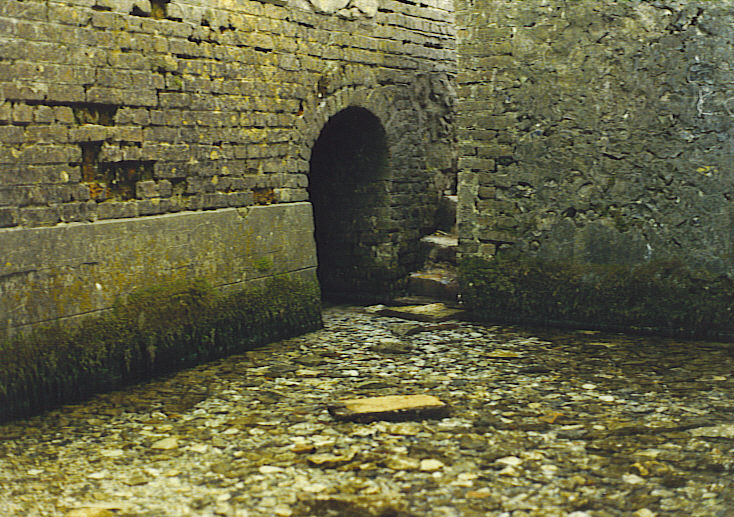
Pramen Šeldy

Pramení poblíž vesnice Gouy ve francouzském departementu Aisne v nadmořské výšce 97 m. Protéká městy Cambrai, Valenciennes (Francie), Tournai, Gent a Antverpy (Belgie).
Za Antverpami se tok řeky původně větvil na Východní Šeldu (Oosterschelde) na severu a Západní Šeldu (Westerschelde) na jihu. V roce 1867 však bylo severní rameno odděleno od řeky hrází spojující ostrov Zuid-Beveland (část nizozemské provincie Zeeland) a Severní Brabantsko. Od té doby řeka pokračuje pouze jižním ramenem a ústí do Severního moře estuárem u nizozemského města Vlissingen. Šeldsko-rýnským průplavem je tok propojen s Oosterschelde a systémem estuárů v ústí Rýna a Mázy.

### Přítoky
Nejvýznamnějšími přítoky jsou Scarpe, Leie, Dender, Durme a Rupel.

## Vodní režim

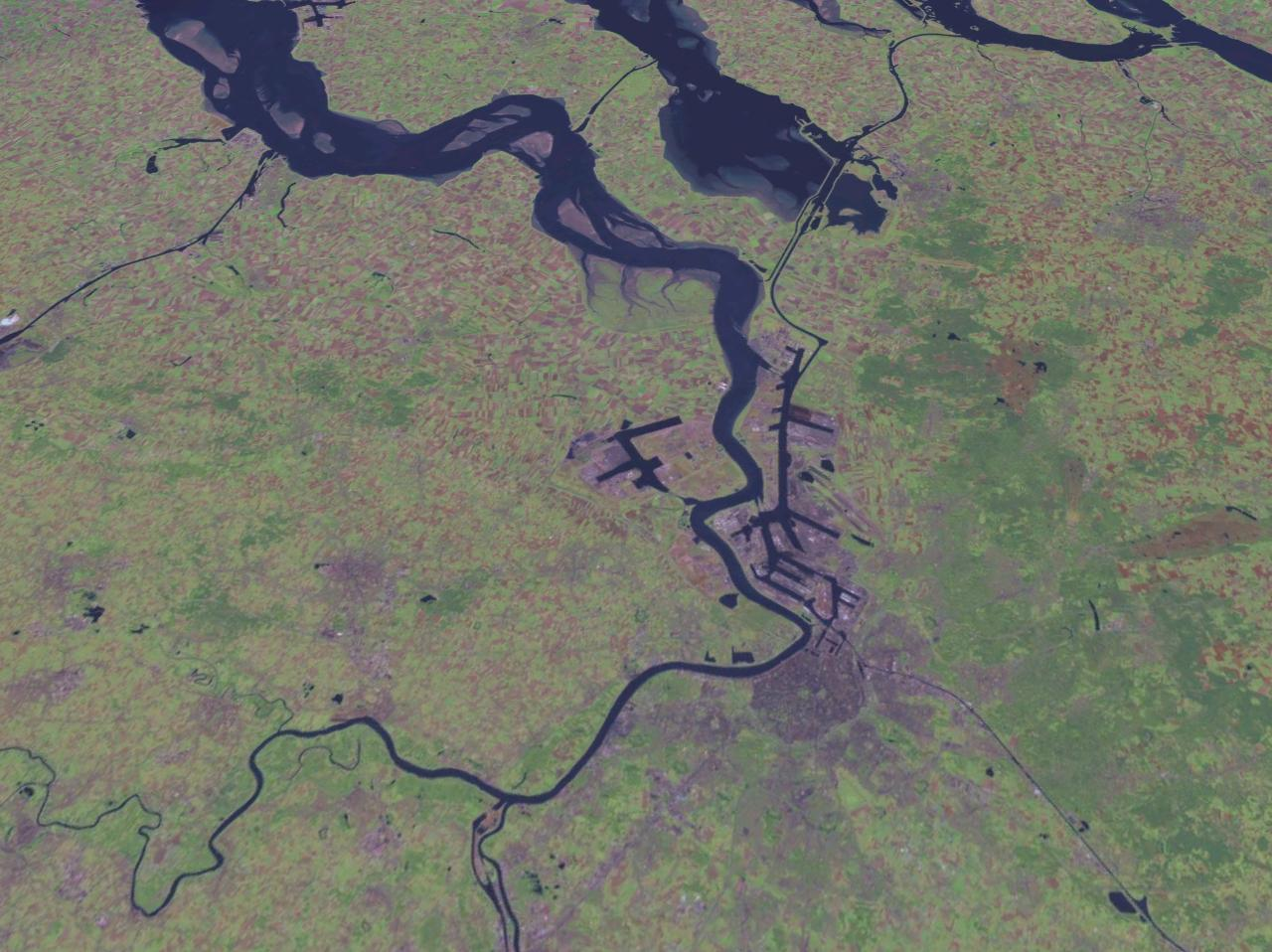
Družicový snímek Šeldy u Antverp

Šelda má velmi malý spád, a proto teče pomalu. Z toho důvodu je na řece a na některých jejích přítocích patrné dmutí moře až do vzdálenosti 160 km od ústí k městu Gent. Při přílivu, který v ústí dosahuje 3,8 m, dochází k průniku mořské vody, a proto je voda v řece v blízkosti ústí slaná a její salinita klesá směrem od ústí. V deltě jsou ramena obehnána hrázemi, jež chrání okolní krajinu před povodněmi. Nejvíce vody protéká řekou v zimě. Průměrný průtok vody činí přibližně 100 m³/s.

## Využití
Řeka měla vždy velký ekonomický a strategický význam. Oddělovala od sebe franská království Austrasii a Neustrii, a později dlouhou dobu sloužila jako hranice mezi Francií a Svatou říší římskou. Velká část toku (o délce přibližně 140 km) byla kanalizována, čímž byla vodní doprava umožněna až do města Cambrai ve Francii. Do Antverp mohou doplout i námořní lodě; jedná se o hlavní belgický přístav (ačkoliv má přístup do moře jen přes nizozemské vody). Šelda je dále spojená vodními kanály s řekami Seinou, Sommou a Mázou.